# Daniel Kahn & The Painted Bird

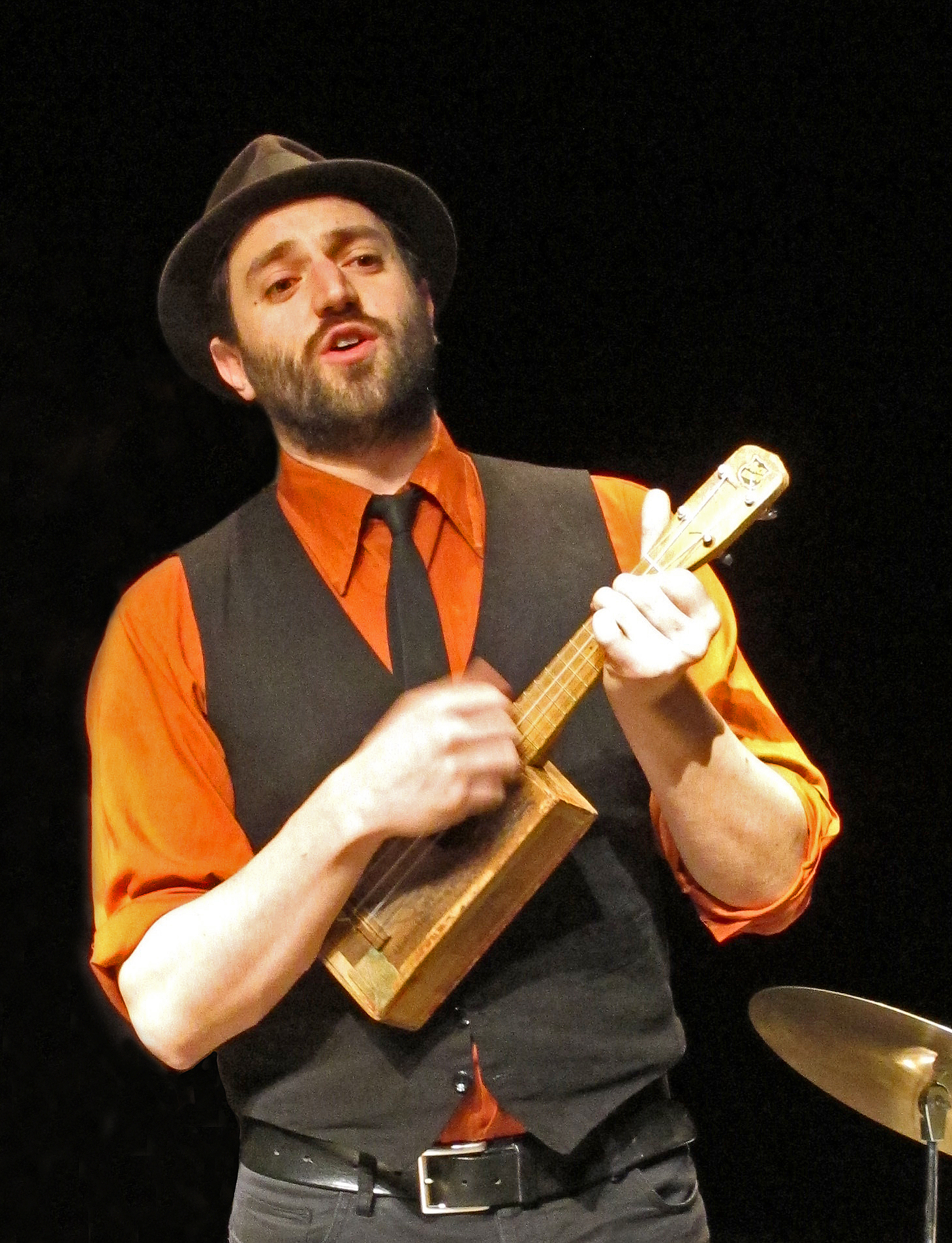
Daniel Kahn bei einem Konzert mit seiner Gruppe in Luxemburg (Januar 2013)

Daniel Kahn & The Painted Bird ist eine international besetzte Klezmer-Band um den aus Detroit stammenden US-Amerikaner Daniel Kahn. Die Gruppe wurde 2005 in Berlin gegründet und hat seitdem fünf Alben beim renommierten Berliner Plattenlabel Oriente Musik veröffentlicht. Der Name der Band kommt von dem Titel des Romans Der bemalte Vogel von Jerzy Kosiński von 1965.

## Stil
Die Musik von Daniel Kahn & The Painted Bird, von Kahn als „Verfremdungsklezmer“ bezeichnet, ist eine Mischung aus Klezmer, Punk, Folk und Singer-Songwriter. Es wird gelegentlich auf Ähnlichkeiten zur Musik von Tom Waits sowie zu der Bewegung der Radical Jewish Culture hingewiesen.
Die Texte sind teils von Kahn, viele sind jedoch Adaptationen von Gedichten und Liedern jüdischer Autoren (z. B. Mordechaj Gebirtig), oft mit sozial-politischer Thematik. Auch singt Kahn Lieder von Franz Josef Degenhardt (Die alten Lieder), Heinrich Heine (Die alten bösen Lieder), Bertolt Brecht (Judenhure Marie Sanders und Denn wovon lebt der Mensch?) und Kurt Tucholsky (Rosen auf den Weg gestreut) sowie eine Jiddisch-Version des Klassikers Lili Marleen. 2016 übersetzte er Leonard Cohens Hallelujah ins Jiddische, das er seitdem gelegentlich bei Konzerten singt. Er singt auf Englisch, Deutsch und Jiddisch, häufig mehrere Sprachen in einem Lied vermischend. Auf früheren Alben wurde er auch von dem russisch singenden Vanya Zhuk begleitet.

## Diskografie
Alben
- 2006: The Broken Tongue (Chamsa Records; 2009, Oriente Musik)
- 2009: Partisans & Parasites (Oriente Musik)
- 2010: Lost Causes (Oriente Musik)
- 2012: Bad Old Songs (Oriente Musik)
- 2017: The Butcher’s Share (Oriente Musik)

## Auszeichnungen
Das Album Lost Causes gewann 2011 den Preis der deutschen Schallplattenkritik. Bad Old Songs wurde in die Bestenliste der Schallplattenkritik im ersten Quartal 2013 aufgenommen. The Butcher’s Share gelang dies im ersten Quartal 2018.

## Trivia
Die Zeichnungen auf dem Cover von The Butcher’s Share stammen von Eric Drooker.